# Joanne Malar
Joanne Malar, née le 30 octobre 1975 à Hamilton en Ontario (Canada), est une ancienne nageuse canadienne, spécialiste du 4 nages.

## Jeunesse
En 2002, elle sort diplômée de l'Université McMaster qui la fait entrer dans son Temple de la renommée en 2012. Pendant ses études, elle bat le record de l'université sur le 200 m et 400 m 4 nages.

## Carrière
En 1988, elle bat le record du Canada du 200 m nage libre dans la catégorie des 11-12 ans en 5 min 2 s 71. Son record n'est finalement battu qu'en 2019 par Summer McIntosh en 4 min 50 s 21.
Aux Jeux du Commonwealth de 1990, elle atteint la 5e place du 200 m 4 nages en 2 min 18 s 51 et à la 6e place du 400 m 4 nages en 4 min 52 s 35. Également membre du relais 4 × 200 m nage libre qui termine 1er, ce dernier est finalement disqualifié pour une mauvaise prise de relais.
Pour ses premiers Jeux panaméricains en 1991, Joanne Malar remporte la médaille d'argent sur le 400 m 4 nages en 4 min 51 s 27, le 4 × 100 m nage libre (avec Sharon Turner, Kristen Topham et Kimberbley Paton) en 3 min 52 s 29 et le 4 × 200 m nage libre (avec Paton, Nicole Dryden et Tara-Lynn Seymour) en 8 min 21 s 62.
À 16 ans en 1992, Joanne Malar participe à ses premiers Jeux olympiques à Barcelone sur le 400 m 4 nages où elle ne dépasse pas le stade des séries, terminant 11e. L'année suivante, elle termine 7e du 400 m nage libre lors des championnats du monde en petit bassin.
Aux Jeux panaméricains de 1995, elle remporte l'or sur le 400 m 4 nages en 4 min 43 s 64, l'argent sur le 4 × 100 m nage libre (avec Shannon Shakespeare, Katie-Meredith Brambley et Marianne Limpert) en 3 min 49 s 26, le 4 × 200 m nage libre (avec Brambley, Limpert et Shakespeare) en 8 min 8 s 25 et le 4 × 100 m 4 nages (avec Lisa Ann Flood, Shakespeare et Limpert) en 4 min 19 s 06. Cette année, elle gagne son titre le plus important en devenant championne du monde en bassin de 25 m sur le 400 m 4 nages et le 4 × 200 m nage libre.
Aux Jeux olympiques de 1996 qui se tiennent à Atlanta, elle participe à quatre courses : le 200 m nage libre (16e), le 200 m 4 nages (4e), le 400 m 4 nages (9e) et, avec Limpert, Shakespeare, Andrea Schwartz, Jessica Deglau et Sophie Simard, au 4 × 200 m nage libre qui termine 5e de la finale.
En 1998, aux Jeux du Commonwealth, Joanne Malar remporte la médaille d'or sur le 400 m 4 nages en 4 min 43 s 74, la médaille d'argent sur le 800 m nage libre en 8 min 43 s 96, sur le 200 m 4 nages en 2 min 15 s 28, le bronze sur le 4 × 200 m nage libre et termine 6e du 200 m nage libre (2 min 2 s 71). L'année suivante, lors des Jeux de Winnipeg, elle rafle l'or sur le 400 m 4 nages en 4 min 38 s 46 (nouveau record des championnats) et le 4 × 200 m nage libre (avec Jessica Deglau, Limpert et Laura Nicholls) en 8 min 5 s 56 ainsi que le bronze sur le 400 m nage libre en 4 min 12 s 64.
En 2000 à Sydney, elle atteint la finale sur les trois courses qu'elle nage. Après avoir terminé 5e du 4 × 200 m nage libre et du 200 m 4 nages, elle finit 7e du 400 m 4 nages.
Joanne Malar annonce le 25 janvier 2001 prendre sa retraite des bassins. Elle revient finalement à la compétition en mai 2003, quelques semaines avant de remporter la médaille d'or du 200 m 4 nages en 2 min 15 s 93 lors des Jeux panaméricains de 2003. Elle est également médaillée d'argent sur le relais 4 × 200 m nage libre.
Pour ses derniers Jeux du Commonwealth en 2006, Joanne Malar termine 6e du 200 m nage libre (1 min 59 s 59).
Durant sa carrière, elle remporte 19 médailles aux Jeux panaméricains,.
Après la fin de sa carrière sportive, elle devient journaliste pour BC Local News des événements sportifs de Colombie-Britannique.

## Distinctions
- 2006 : Ontario Aquatic Hall of Fame[15]
- 2012 : McMaster University Hall of Fame[2]

## Palmarès

### Jeux olympiques
| Épreuve              | Édition           | Édition           | Édition          |
| Épreuve              | Barcelone 1992    | Atlanta 1996      | Sydney 2000      |
| 200 m nage libre     | —                 | 16e 2 min 03 s 79 | —                |
| 200 m 4 nages        | —                 | 4e 2 min 15 s 30  | 5e 2 min 13 s 70 |
| 400 m 4 nages        | 11e 4 min 48 s 52 | 9e 4 min 46 s 34  | 7e 4 min 45 s 17 |
| 4 x 200 m nage libre | —                 | 5e                | 5e               |

### Championnats du monde en petit bassin
| Épreuve              | Édition                | Édition             | Édition              | Édition              |
| Épreuve              | Palma de Majorque 1993 | Rio de Janeiro 1995 | Göteborg 1997        | Hong Kong 1999       |
| 400 m nage libre     | 7e 4 min 09 s 05       | 6e 4 min 11 s 54    | —                    | Bronze 4 min 06 s 83 |
| 200 m 4 nages        | —                      | —                   | —                    | 4e 2 min 13 s 26     |
| 400 m 4 nages        | —                      | Or 4 min 36 s 40    | Bronze 4 min 37 s 46 | Argent 4 min 34 s 90 |
| 4 x 200 m nage libre | —                      | Or 7 min 58 s 25    | —                    | 4e 7 min 56 s 21     |

### Jeux du Commonwealth
| Épreuve              | Édition          | Édition              | Édition              |
| Épreuve              | Auckland 1990    | Victoria 1994        | Kuala Lumpur 1998    |
| 200 m nage libre     | —                | —                    | 6e 2 min 02 s 71     |
| 400 m nage libre     | —                | —                    | Bronze 4 min 13 s 91 |
| 800 m nage libre     | —                | —                    | Argent 8 min 43 s 96 |
| 200 papillon         | —                | 7e 2 min 18 s 44     | —                    |
| 200 m 4 nages        | 5e 2 min 18 s 51 | 4e 2 min 17 s 51     | Argent 2 min 15 s 28 |
| 400 m 4 nages        | 6e 4 min 52 s 35 | 5e 4 min 48 s 26     | Or 4 min 43 s 74     |
| 4 x 200 m nage libre | DSQ              | Bronze 8 min 14 s 97 | Bronze 8 min 11 s 84 |